# Анди Сан Димас
Анди Сан Димас (на английски: Andy San Dimas) е артистичен псевдоним на Сара Джойли Хилдебранд (Sarah Joelle Hildebrand) – американска порнографска актриса.
Родена е на 3 октомври 1986 г. в Балтимор, щата Мериленд, САЩ.
Най-напред се изявява като фетиш модел.
Дебютира като актриса в порнографската индустрия през 2006 г., когато е на 20-годишна възраст.
През 2011 г. получава AVN награда за най-добра актриса за изпълнението на ролята си във филма „Това не е Клуб Веселие ХХХ“.
Представлявана е от агенцията „Шпиглър гърлс“.
Участва във видеоклипа на песента „Killing You“ на метълкор групата Asking Alexandria.

## Награди и номинации
Носителка на индивидуални награди
- 2010: CAVR награда за прелъстителка на годината.[5]
- 2011: AVN награда за най-добра актриса – „Това не е Клуб Веселие ХХХ“.[6][7]
- 2011: XBIZ награда за изпълнителка на годината.[8]
- 2012: AVN награда за най-добра POV секс сцена (с Боби Стар и Ерик Евърхард) – „Двойно видение 3“.[9]

Номинации за индивидуални награди
- 2010: Номинация за XBIZ награда за нова звезда на годината.[10]
- 2010: Финалистка за F.A.M.E. награда за любима нова звезда.[11]
- 2010: Номинация за F.A.M.E. награда за любима орална звезда.[11]
- 2011: Номинация за AVN награда за изпълнителка на годината.[12][13]
- 2011: Номинация за AVN награда за най-добра поддържаща актриса.[12][13]
- 2011: Номинация за XBIZ награда за актьорско изпълнение на годината.[14]
- 2011: Номинация за XRCO награда за изпълнителка на годината.[15]
- 2011: Номинация за XRCO награда за най-добра актриса.[15]
- 2011: Номинация за XRCO награда за оргазмен оралист.[16][15]
- 2012: Номинация за AVN награда за изпълнителка на годината.[17]
- 2012: Номинация за AVN награда за най-добра актриса.[17]
- 2012: Номинация за AVN награда за най-добро закачливо изпълнение.[17]
- 2012: Номинация за AVN награда за Crossover звезда на годината.[17]
- 2012: Номинация за XBIZ награда за изпълнителка на годината.[18]
- 2012: Номинация за XRCO награда за изпълнителка на годината.[19][20]
- 2012: Номинация за XRCO награда за най-добра актриса.[19]
- 2013: Номинация за AVN награда за изпълнителка на годината.[21]
- 2013: Номинация за AVN награда за най-добра актриса – „Кафе Амор“.[21]
- 2013: Номинация за AVN награда за най-добра поддържаща актриса – „Споделени съпруги“.[21]
- 2013: Номинация за NightMoves награда за най-добра изпълнителка.[22]

Номинации за награди за изпълнение на сцени
- 2010: Номинация за AVN награда за най-добра секс сцена с двойка – „На моите мръснишки колене“ (с Алекс Гонз).[6]
- 2011: Номинация за AVN награда за най-добра орална секс сцена – „Похвален товар 4“.[12]
- 2012: Номинация за AVN награда за най-добра групова секс сцена само с момичета – „Грейси Глам: страст“ (с Грейси Глам и Джеси Андрюс).[17]
- 2013: Номинация за AVN награда за най-добра групова секс сцена само с момичета – „Приятелки 4“ (с Алана Рей, Кацуни и Аса Акира).[21]
- 2013: Номинация за AVN награда за най-добра секс сцена с тройка (момче/момче/момиче) – „Тъмният рицар ХХХ“ (с Айдън Ашли и Дерик Пиърс).[21]
- 2013: Номинация за AVN награда за най-жестока секс сцена – „Изгърбване на боклук“ (с Начо Видал).[21]